# Estadio Obras Sanitarias
Estadio Obras Sanitarias (znana również jako Arena Obras Sanitarias) – argentyńska hala widowiskowo-sportowa położona w Buenos Aires, powstała w 1978. Może pomieścić 3100 ludzi, a podczas koncertów 4700. Wystąpi w niej m.in.: Iron Maiden, The Red Hot Chili Peppers, James Brown, Motörhead.

## Galeria

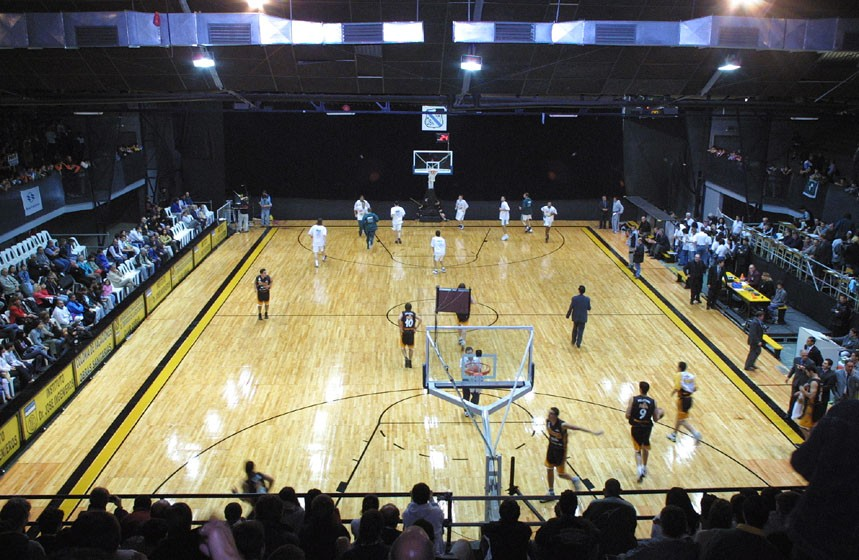
Estadio Obras Sanitarias podczas meczu koszykówki.